# Эбен-Эмаль
Эбен-Эмаль либо Эбен-Эмаэль (нидерл. Fort Eben-Emael; фр. Fort d'Ében-Émael) — бельгийский форт, расположенный на  границе Бельгии с Нидерландами. Строился с 1932 по 1935 года. Предназначался для защиты Бельгии от нападения Германии через узкую полосу нидерландской территории. В то время считался крупнейшим в мире. Форт был успешно захвачен Вермахтом 10 мая 1940 года.

## Начало строительства
Форт расположен вдоль Альберт-канала, в 20 километрах от города Льежа. Работы начались в 1920-е годы. Чтобы создать фундамент из стали, пришлось разрезать гору Сент-Питер. Таким образом образовался естественный защитный барьер. Это место рекомендовал инженер Анри Бриальмон.
Эбен Эмаль — крупнейший из 4-х фортов, построенных в 1930-е годы, был частью фортификационных укреплений Льежа. С севера на юг стояли новые форты: Эбен-Эмаль, Обен-Нёфшато, Баттис и Танкримон. Танкримонт и Обен-Нёфшато были меньше, чем Эбен-Эмаль и де Баттис. Некоторые из фортов, построенных в 19 веке инженером Анри Бриальмоном, реконструировали.
Также были проведены большие работы по расширению Альберт-канала. На баржи грузили землю и с ней уплывали. Форт находился выше уровня канала. Это позволило провести канализацию. Другие форты стояли у воды.

## История создания
После принятия решения об усилении оборонительных рубежей на границе с Германией правительством Бельгии приняты меры для усовершенствования и строительства новых фортификационных сооружений, которые будут доминировать на восточной границе Королевства. 30 мая 1930 г. был торжественно открыт современный судоходный канал, названный в честь действующего короля — канал Альберта, который обеспечивал водный путь между Антверпеном и Льежем, соединяя Маас с Шельдой. В районе Маастрихта канал огибает голландский «выступ» вдоль левого берега Мааса, и чтобы провести его, пришлось буквально разрезать массивную гору Святого Петра, получив таким образом противотанковый ров с почти отвесными скальными стенками высотой до 40 метров. Это гидрографическое сооружение доминировало над окружающей местностью, в частности, над немецкой границей, и своей конфигурацией образовывало естественную оборонительную позицию, являясь важным элементом оборонительной системы, прикрывавшей Бельгию с севера.

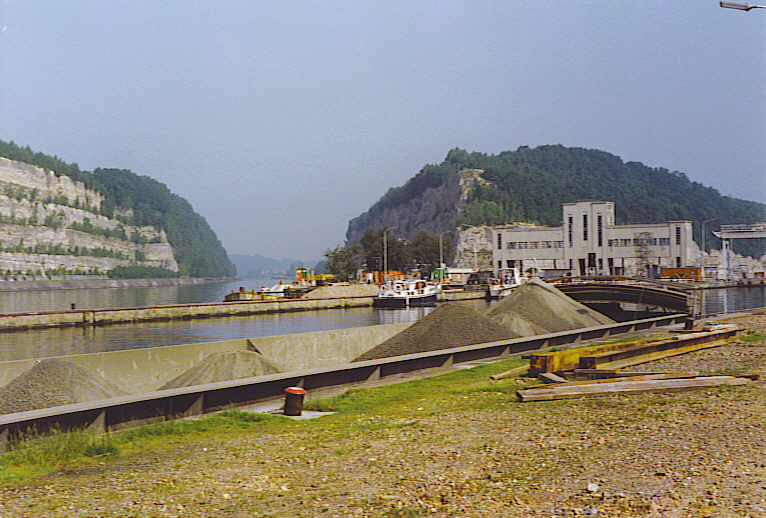
Канал Альберта, рассекающий надвое гору святого Петра. Форт Эбен-Эмаэль построен на холме в южной части (левее фотографии).

1 апреля 1932 года началось строительство форта Эбен Эмаль, и хотя основные работы завершились в 1935 году, и форт был объявлен готовым, некоторые изменения и усовершенствования продолжались до мая 1940 года.
Новый форт, названный в честь соседнего поселка, конструктивно вписывался в окружающую местность и размещался на расстоянии 20 километров к северо-востоку от Льежа и 10 километрах к югу от голландского Маастрихта. Здесь одна ветвь Альберт-канала отходит на запад, а другая тянется на север параллельно Маасу, соединяясь с ним выше Маастрихта. Это место являлось уязвимой точкой бельгийской обороны: Маастрихт входит в состав Нидерландов, которые не возводили укреплений по своей восточной границе, и поэтому на артиллерию форта не только возлагалось прикрытие северного фланга Льежского укрепрайона, бельгийских мостов через канал и Маас, но и учитывалась возможность обстрела мостов и железнодорожного узла в голландском Маастрихте.
Крепость высотой до 40 метров господствовала над окружающей местностью и имела форму клина с узкой гранью на его северном фасе, направленном в сторону голландского города Маастрихт. С севера на юг форт был длиной 900 метров и 700 метров в ширину, общая площадь объекта составила около 66 гектар, из которых около 40 имели плоскую поверхность. На северо-востоке крепость защищалась крутым склоном канала Альберта. На западе текла река Гир, которая позволяла в случае угрозы подхода противника в этом направлении, затопить прилегающую местность. С южной стороны крепость окружал «одетый» в бетон 10-метровый противотанковый ров 450 метров длиной, который составлял большое препятствие для танков и пехоты, когда заполнялся водой с реки Гир. Ров, глубиной в 4 метра, был прикрыт проволочными заграждениями и оборудован стальными противотанковыми препятствиями, защищавшими все подходы к крепости. К тому же все эти направления в Эбен Эмаль прикрывались огнём с разных защищенных позиций и огневых точек, расположенных по периметру крепости на уровне земли.
Эбен-Эмаль контролировал важнейшие мосты через канал Альберта, располагавшиеся севернее крепости, и которые к тому же были заминированы. Воспламенительные шнуры в стальных трубах пролегали от дотов, охранявших подступы к мостам. Любая попытка восстановить разрушенные мосты срывалась огнём крепостной артиллерии Эбен Эмаль. Более того, дальность огня бельгийских орудий позволяла им прикрывать даже голландские мосты в Маастрихте.

## Дизайн форта

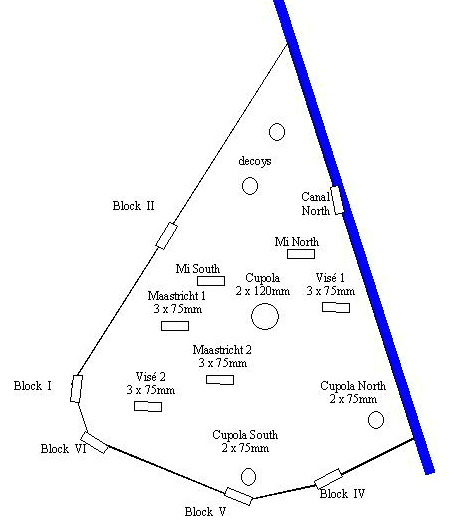
Схема форта Эбен-Эмаль

Проект Эбен-Эмаля был разработан Анри Бриальмоном до Первой мировой войны. Форт представлял довольно компактную группу орудийных башен и наблюдательных пунктов, окруженных рвом. Укрепления линии Мажино были надежнее, чем бельгийские, поэтому обе нации извлекли урок из опыта их крепостей во время Первой Мировой войны. Новые бельгийские форты были лучше в дизайне, чем французские. Бельгийские фортификационные сооружения имели много функций, которые проверили в годы Первой мировой войны. Орудийные башни были менее сгруппированы. Для строительства использовали железобетон вместо обычного бетона. И средства постройки тратили с большой осторожностью, чтобы избежать швов литников. Вентиляцию значительно улучшили, склад боеприпасов был глубоко под землей и тщательно защищён, санитарным условиям и условиям проживания уделили особое внимание. Особенностью Эбен-Эмаля и де Баттисса были 120 и 75 миллиметровые орудия, которые дали возможность обстреливать дальние цели в восточном регионе Льежа.
Эбен-Эмаль занимает обширный холм к востоку от деревни Эбен-Эмаль возле Альберт-канала. Длина форта составляла 600 метров (2000 футов) с запада на восток и около 750 (2460 футов) с севера на юг. Эбен-Эмаль был лучше вооружен, чем другие форты Льежа. Ещё одно отличие: основное оружие в других фортах находилось в башнях, а в Эбен-Эмале главное оружие было между башнями и казематами.
- В I блоке находился главный вход, две 60 миллиметровые противотанковые пушки и пулеметы.[10][11]
- Во II, IV и VI блоках были фланговые казематы, расположенные по периметру рва, в рвах стояли две 60 миллиметровые пушки и пулеметы, чтобы вести продольный огонь.[10]
- В V блоке одна 60 миллиметровая пушка и пулеметы.[10]
- Cupola 120 (Купол 120) — это два 120 миллиметровых орудия с диапазоном 17,5 километров. Существовали модели 120 миллиметровых орудийных башен.[10][12][13]
- У Cupola Nord и Cupola Sud (Северного и южного куполе) были по одному выдвижному механизму с двумя 75 миллиметровыми пушками, стреляющими в диапазоне 10,5 километров.[10][14][15]
- Blok Canal Nord' (Блок северного канала) и Blok Canal Sud (блок южного канала) содержали орудийные башни с двумя 75 миллиметровыми пушками.[10][14][15]
- Visé I и Visé II (Цель I и II) — цели, куда были направлены девять 75 миллиметровых пушек (обращенных на юг), которые стояли у трех мест, где жили военные; по три пушки у каждого из мест.[10][16][17]
- Maastricht I и II (Маастрихт I и II) содержали по три 75 миллиметровых пушки у каждого дома, направленных на север к Маастрихту.[10][18][19]
- В Canal Nord и Canal Sud (северном и южном канале) 60 миллиметровые пушки и пулеметы, защищающие канал.Canal Sud разрушили, когда расширяли канал.[10][20][21]
- Mi-Nord и Mi-Sud (Средний северный) и (Средний южный) — пулеметные блоки ( (mitrailleuses)), расположенные на поверхности форта. Они сыграли решающую роль в защите верхней части крепости.[10][22][23]
- Blok O1 (Блок О1) был с видом на канал и охранял замки муниципалитета Ланей.В Блоке О1 размещались 60 миллиметровые пушки и пулеметы.[24]

Подземные штольни простирались на 4 километра (2,5 мили) под гору, они соединяли боевые блоки и подземные казармы, электростанцию, расположение боеприпасов и другие помещения. Свежий воздух поступал через канал.
Огневые сооружения в совокупности располагали следующим вооружением: двумя 120 миллиметровыми орудиями в одной броневой башне (Cupola 120), 16 75 миллиметровыми в двух скрывающихся башнях (Cupola Nord, Cupola Sud) и в четырех казематированных артиллерийских объектах (Vise I, Vise II, Maastricht I и Maastricht II), 12 противотанковыми пушками калибра 60 миллиметров (блоки В I, B II, В IV, В V и В VI, «Канал-север», «Канал-юг» и ВО 1), одним 47 миллиметровым противотанковым орудием (блок BO), четырьмя зенитными пулеметами на открытой позиции (MICA), 26 станковыми пулеметами в амбразурах под бетоном (сооружения В I, B II, В IV, В V и В VI, «Канал-север», «Канал-юг», Mi-Nord, Mi-Sud, ВО и ВО 1) и 13 ручными пулеметами для ближней обороны укрепленной группы (В I, Mi-Nord и Mi-Sud), обороны подземных коммуникаций, а также на случай ведения вынужденной стрельбы из наблюдательных бронеколпаков. В секторах стрельбы всех противотанковых орудий и станковых пулеметов объекты имели также прожекторы. В составе вооружения, однако, отсутствовали минометы.

## Личный состав

Майор Жан Жоттранд со своими офицерами в немецком лагере для военнопленных

В 1940 году комендантом форта был майор Йоттранд. В форте находилось около 1200 человек, разделенные на 3 части. В первой группе были 200 человек, находившиеся постоянно в крепости — технический персонал (доктора, повара, люди, которые обслуживали технику). В мирное время эта группа размещалась в форте одну неделю. Две следующие группы состояли из 500 человек. Вторая группа находилась в резерве в деревне Вонк в 5 километрах от форта. Эти группы менялись местами каждую неделю.
Не сменялись только некоторые офицеры и сержанты, большинство из которых были призывниками и находились в резерве. Их призвали после немецкого вторжения в Польшу. Пехоты было мало, и её обучили плохо, так как там все солдаты и офицеры были артиллеристами.

## В 1940 году
10 мая 85 немецких парашютистов 7 авиаполка (впоследствии 1-й парашютной дивизии) высадились в форте с помощью планеров (тип DFS 230).На вооружении парашютистов стояли специальные взрывчатые вещества. Форт был полностью укомплектован, и нападение для всех стало неожиданностью. Большую часть укреплений и вооружения форта повредили и вывели из строя за несколько минут. Немцы не пошли в подземные штольни, но и гарнизон не смог выбить противника из форта. Крепость сдалась, когда к десантникам подошло подкрепление из 151 пехотного полка. В форте свободно могло находиться до 1200 солдат, но в действительности там находилось только 650, резерв в 233 солдата стоял в 6 км во время вторжения в Бельгию.
Немцы, однако, планировали захват форта заблаговременно, они тренировались в нападении на пограничных укреплениях оккупированной территории Чехословакии, сделанных по западным образцам. Гитлер планировал захватить форт, используя парашютистов, доставив их туда на планерах, а для разрушения сооружений форта использовать кумулятивные заряды.

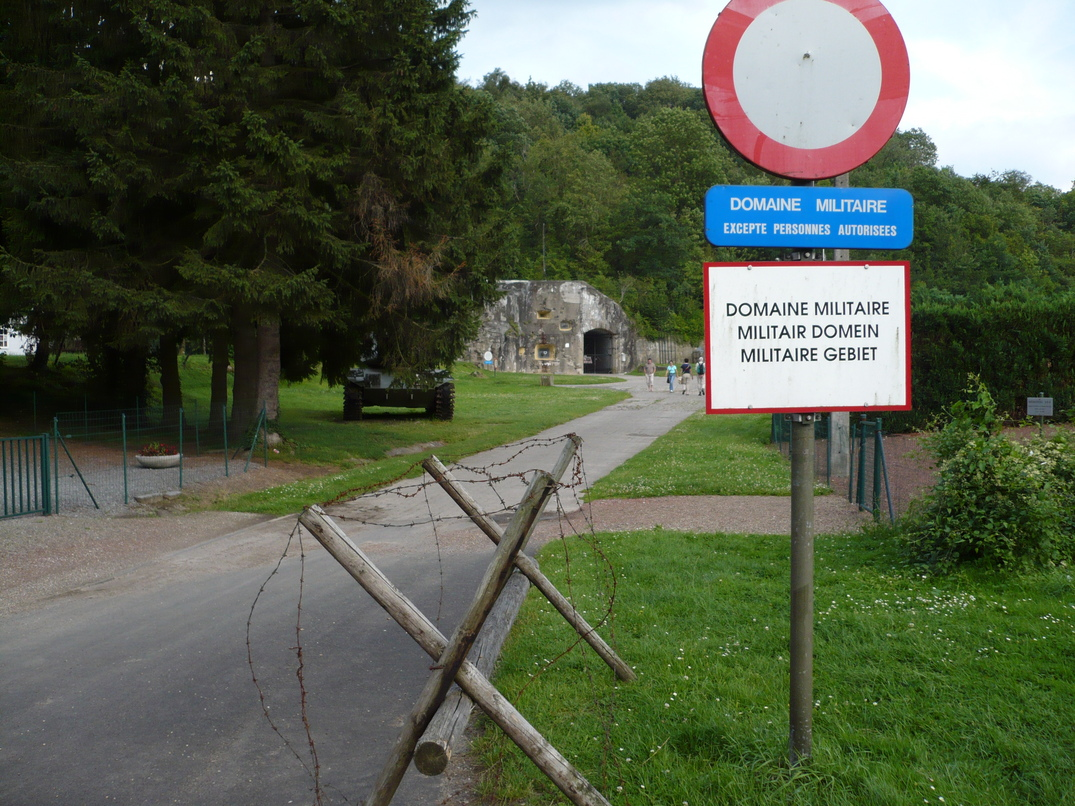
Главный вход в форт. Июль 2007 года

Хорошая разведка и раннее планирование операций в сочетании с плохой обороной Бельгии помогли внезапно напасть и успешно захватить форт. Захват крепости Эбен-Эмаль — первая военная операция с применением планеров. Планеры под руководством Рудольфа Витцига приземлились на крышу крепости и парашютисты застали защитников врасплох. Для уничтожения орудий или их повреждения немцы использовали вместе с обычными ещё и кумулятивные заряды. Для вывода сооружений из строя немцы также использовали портативные огнеметы. Им противостояли пулеметы бельгийцев. Бельгийцы уничтожили ключевой мост, чтобы он не достался немцам, предотвращая подход вражеских войск, но тем самым отсекали и возможность подхода своих подкреплений для помощи форту. При нападении немцы потеряли 6 сапёров-парашютистов и 20 человек были ранены. После успеха в захвате крепости Эбен-Эмаэль, Адольф Гитлер лично поблагодарил всех участников этой операции. Эбен-Эмаль считался лучшим в мире фортом и был главным фортификационным укреплением Бельгии.
В дальнейшем, во время Второй мировой войны Эбен-Эмаль был заброшен, использовался лишь для пропагандистских фильмов и испытаний поражающего эффекта различных видов оружия, включая бронебойные снаряды.

## Эбен-Эмаль сегодня
С 1999 года Эбен-Эмаль открыт для посещения один раз в месяц по воскресеньям. Есть экскурсии на немецком языке.
Следы войны, такие как оружие убитых и взятых в плен солдат, танки, находят там до сих пор. Недалеко от главного входа в крепость есть туннель, ведущий к Альберт-каналу. У него нет ничего общего с фортом, но по туннелю к каналу ездили грузовики.